# Glasscock County
Glasscock County je okres ve státě Texas v USA. K roku 2010 zde žilo 1 226 obyvatel. Správním městem okresu je Garden City. Celková rozloha okresu činí 2 334 km².